# Tudor de Flondor
Tudor cavaler de Flondor, în germană Theodor Ritter von Flondor, (n. 10 iulie 1862, Storojineț, Ducatul Bucovinei, Imperiul Austriac – d. 24 iunie 1908, Steglitz-Zehlendorf, Regatul Prusiei, Imperiul German) a fost un compozitor, dar și politician, jurist și economist român pe timpul Imperiului Austro-Ungar. 

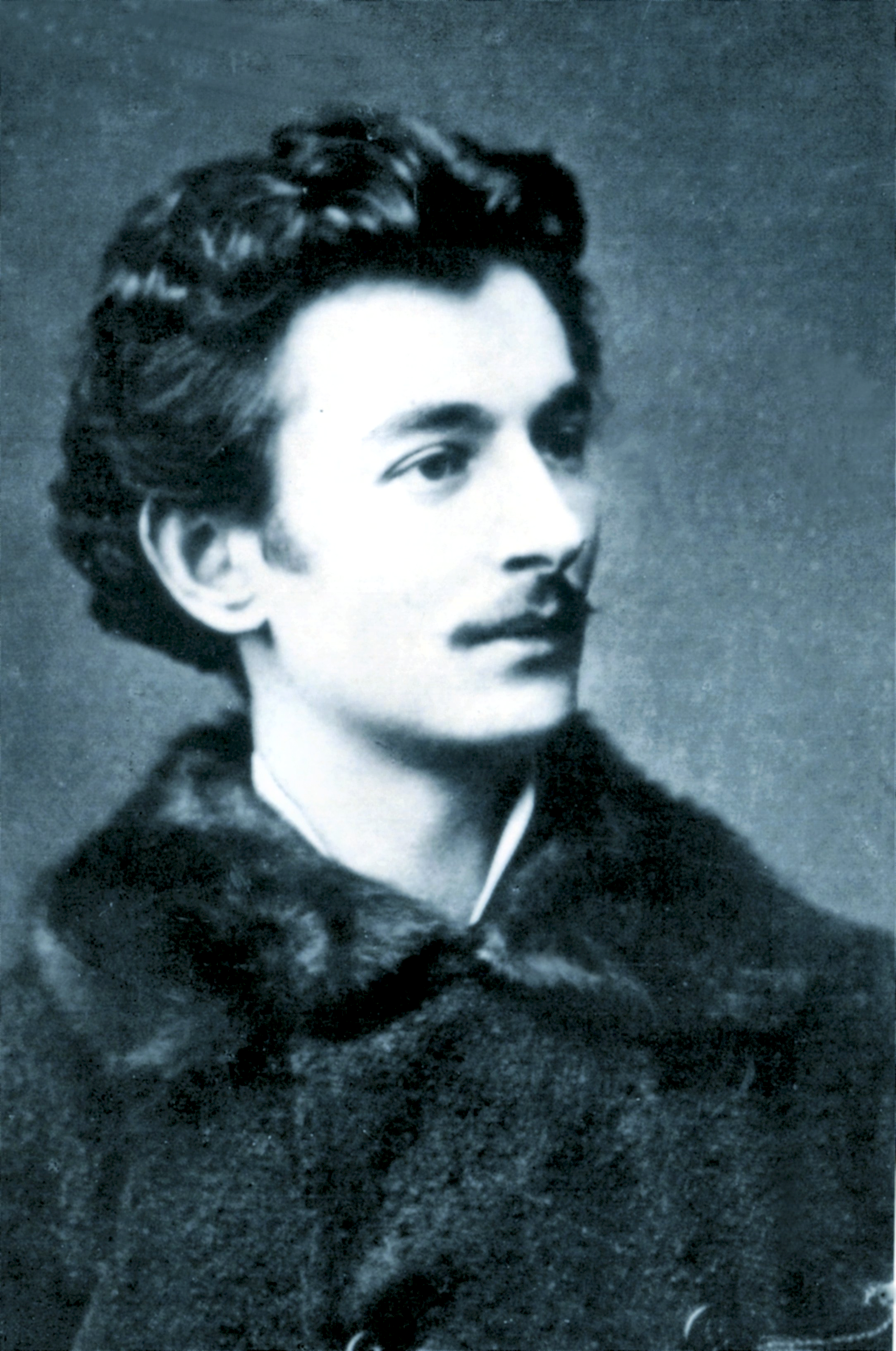
Tudor cavaler de Flondor pela 1885

## Biografie
Primul fiu al lui Gheorghe cavaler de Flondor (1830- 1892) și al Isabelei Dobrowolski de Buchenthal (1835-1890) a fost instruit în învățământ privat de Adolphina Wohlfarth ca pianist și din 1879 până în 1883 la Cernăuți ca violonist. După terminarea liceului tot acolo a studiat mai întâi Jurisprudență la Universitatea din Cernăuți (1882-1884), apoi, până la finalizarea 1888, la Universitatea de Agricultură din Viena Științe economice (Hochschule für Bodenkultur). În același timp, el s-a înscris tot acolo la Academia de Muzică și Artă Dramatică (Akademie für Musik und darstellende Kunst) cu accent pe teoria muzicii și contrapunct pentru a deveni compozitor (în perioada 1884-1888). A studiat la profesorul Robert Fuchs, care de asemenea a fost profesorul tânărului George Enescu..După studiile din Viena s-a stabilit la conacul din Rogojești și a fost ales primar în Rogojești între anii 1889-1905.
Deja în 1883/1884, iar mai târziu de la 1899 până 1906, a fost vicepreședinte al Junimii, de asemenea directorul de cor și dirijor al societății "Armonia" în Cernăuți. Theodor a mai fost director de cor și dirijor al societății "România Jună" (1885-1888), la a cărei aniversare a participat orchestra lui Johann Strauss. Tudor Flondor era în primul rând violonist, însă stăpânea și alte instrumente, cum sunt pianul, armoniul, chitara, flautul și clarinetul.
Pe lângă activitățile sale muzicale, a lucrat în 1904 ca economist și editor al "Agricultorul", ediției românești al Consiliului Cultural a Bucovinei, "Bukowinaer landwirtschaftliche Blätter".
Flondor a fost deputat al Dietei Bucovinei, apoi al Consiliului imperial din Viena (Reichsrat) (1901-1908). Profesorul V. Nicolaiciuc a declarat că un principiu de bază al său a fi fost coexistența pașnică a tuturor grupurilor etnice din Bucovina pe baza culturii lor.
Ultimul său cântec, "Tempi passati", l-a scris pe patul de moarte în sanatoriul privat "Fichtenhof" la Schlachtensee, astăzi Sectorul Steglitz-Zehlendorf al orașului Berlin, în care a trebuit să stea din cauza unei boli grele. A decedat pe 22 iuinie la ora șase după amiază.
Flondor a compus numeroase operete române, lucrări corale, serenade, dar, de asemenea, muzică instrumentală și muzică pentru vodevilurile lui Vasile Alecsandri. În lucrările sale se recunosc ecouri muzicale ale lui Brahms și Wagner.
În ciuda operelor lui bogate multe din lucrările sale sunt astăzi uitate. Internațional este jucată în principal serenada "Somnoroase păsărele", după o poezie de Mihai Eminescu.Cea mai cunoscută compoziție a sa a fost "Moș Ciocârlan", care s-a bucurat de un mare succes. Soția sa, Maria, era pianistă, așa că aceștia au continuat tradiția părinților de a organiza serate muzicale. La aceste evenimente, organizate la moșia de la Rogojești, veneau și frații lui Tudor, Iancu și Nicu Flondor.
Cântărețul Constantin Sandu a fondat societatea corală "Tudor Flondor" care s-a dedicat în special lucrărilor acestui compozitor.
După el a fost denumită o stradă în Cernăuțiul interbelic (1919), astăzi  îi poartă numele o stradă în București, iar biblioteca orașului Rădăuți - numele lui.

## Familie

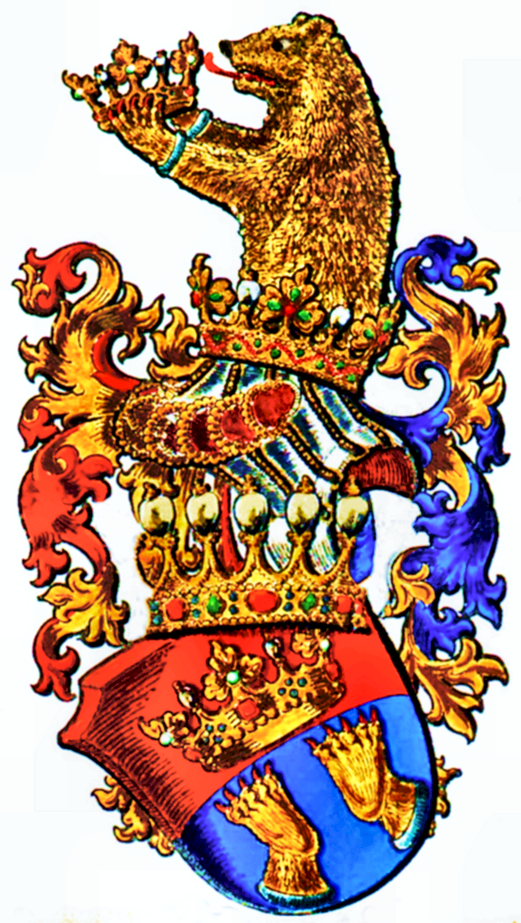
Stema cavalerilor de Flondor

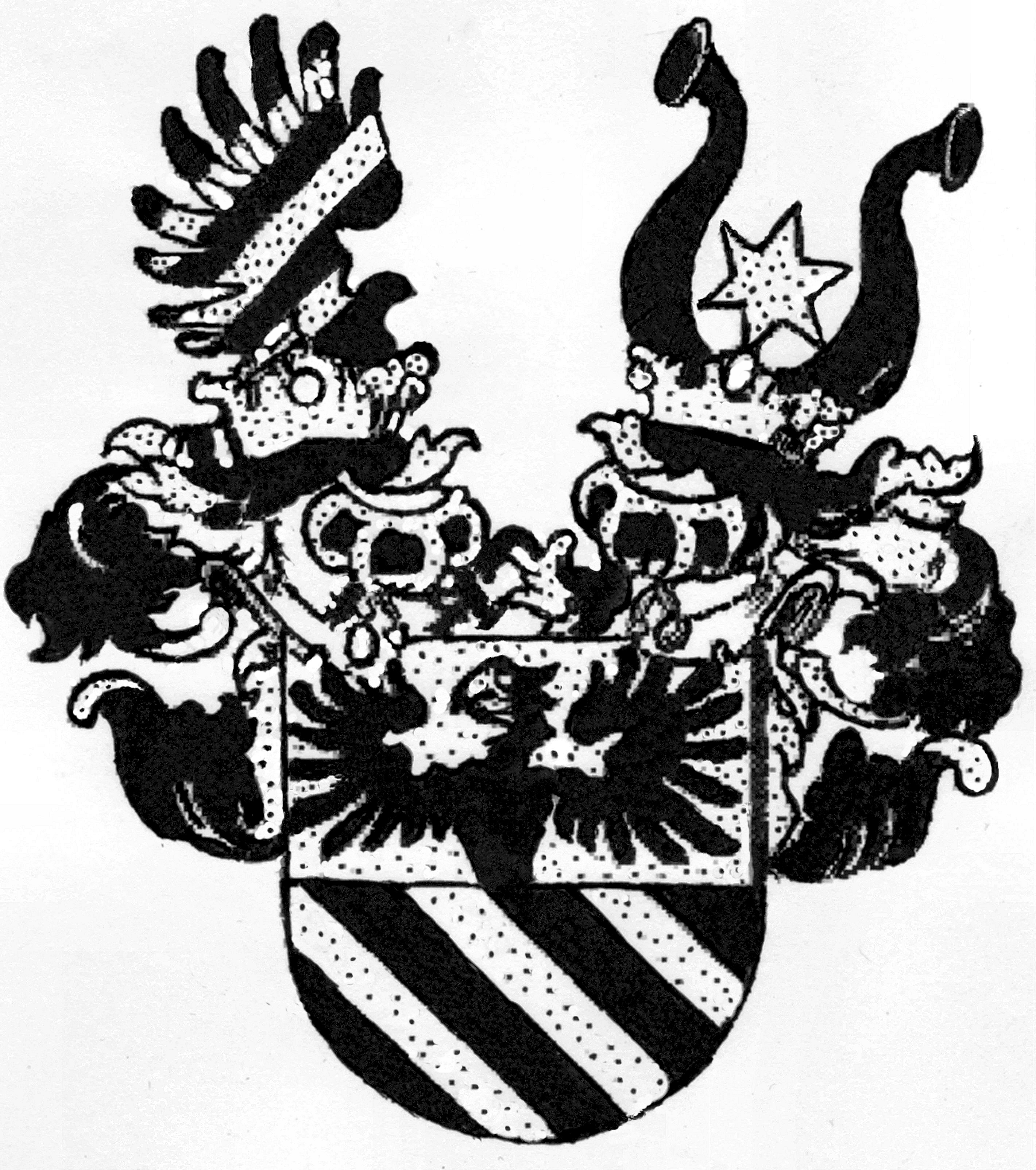
Stema cavalerilor Dobrowolski de Buchenthal

Frații săi au fost Iancu cavaler de Flondor, care a contribuit decisiv la Unirea Bucovinei de Nord cu România în 1918 și Nicu baron de Flondor, primarul orașului Cernăuți, în trei rînduri, apoi deputat în Parlamentul României Mari; de asemenea, a avut o soră Elena (1868-1916), căsătorită cu prințul Ioan Mavrocordat, din Dângeni.
În 1888 compozitorul s-a căsătorit cu Maria (1865-1950), fiica negustorului din Roman George Ciuntu, cu care a avut patru copii:
- Constantin de Flondor (1889-1942), un avocat și ministru plenipotențiar, diplomat activ la Sofia, Praga, Belgrad, Viena, Stockholm, Helsinki și Copenhaga, iar mai târziu mareșalul curții regale[9]
- Isabella Nectara de Flondor, (1890-1985, New York), cunoscută sub prenumele de Nektar, a fost cântăreață de operă, membră a Operei de Stat din Viena.[16]
- Gheorghe (George) de Flondor (1892-1976), deputat de Rădăuți și senator pentru "Partidul Național Liberal" (1927-1937), apoi rezident al regelui român în Bucovina, Conform profesorului dr. Ion Prelipcean el a salvat viața multor evrei între 1940 și 1942.[9]
- Florica (Lealea) Racovitza-Flondor (n. 13 noiembrie 1897 - d. 7 februarie 1983) a fost compozitoare, a compus muzică de cameră.[17] Ea a studiat la Universitatea de Muzică și Artă interpretară din Viena sub Joseph Marx și Emil Sauer.[18] Artista s-a căsătorit în anul 1924 cu generalul de brigadă Aurel Racovitză[19][20]

## Galerie de imagini

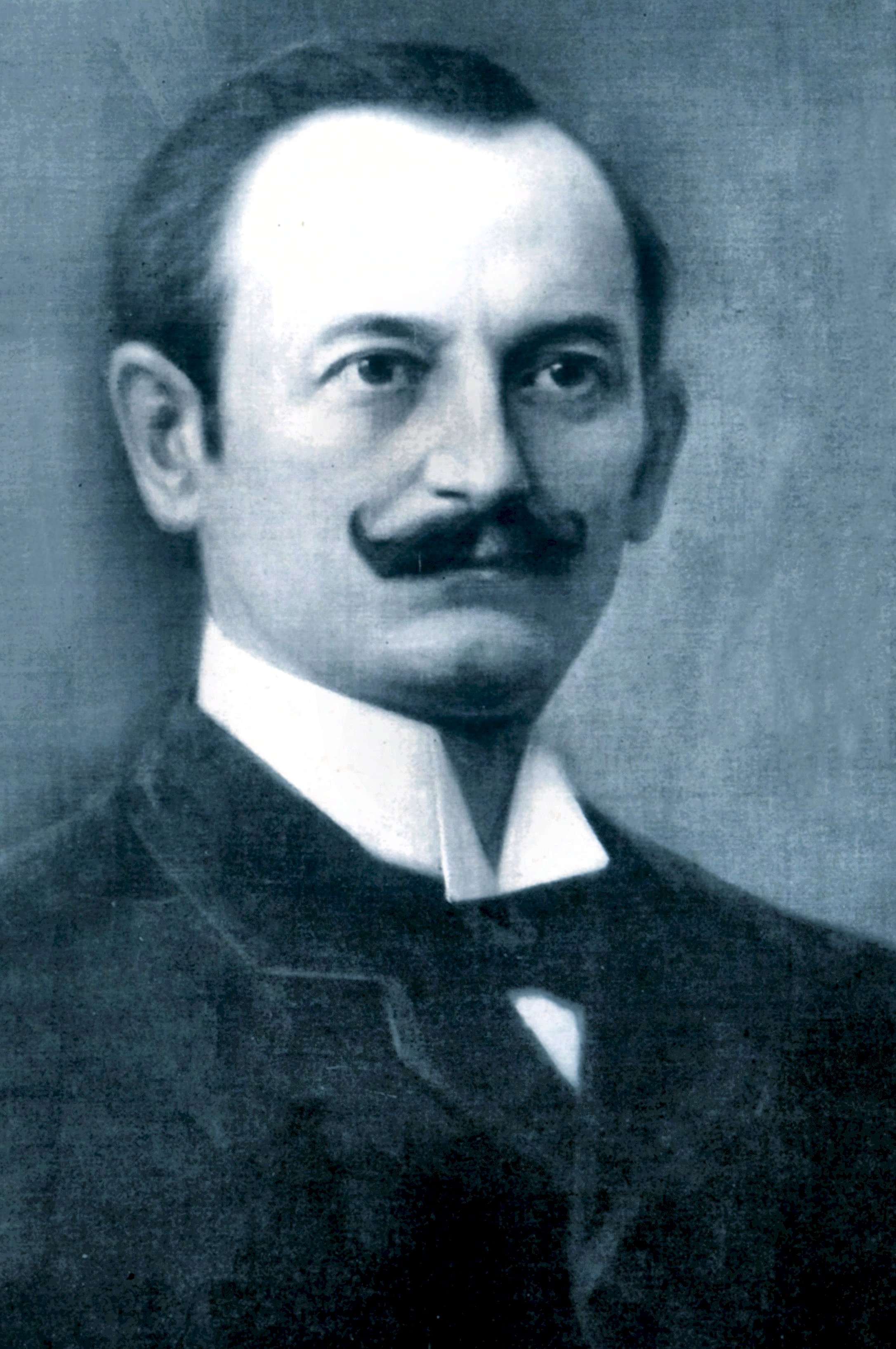
Tudor cavaler de Flondor
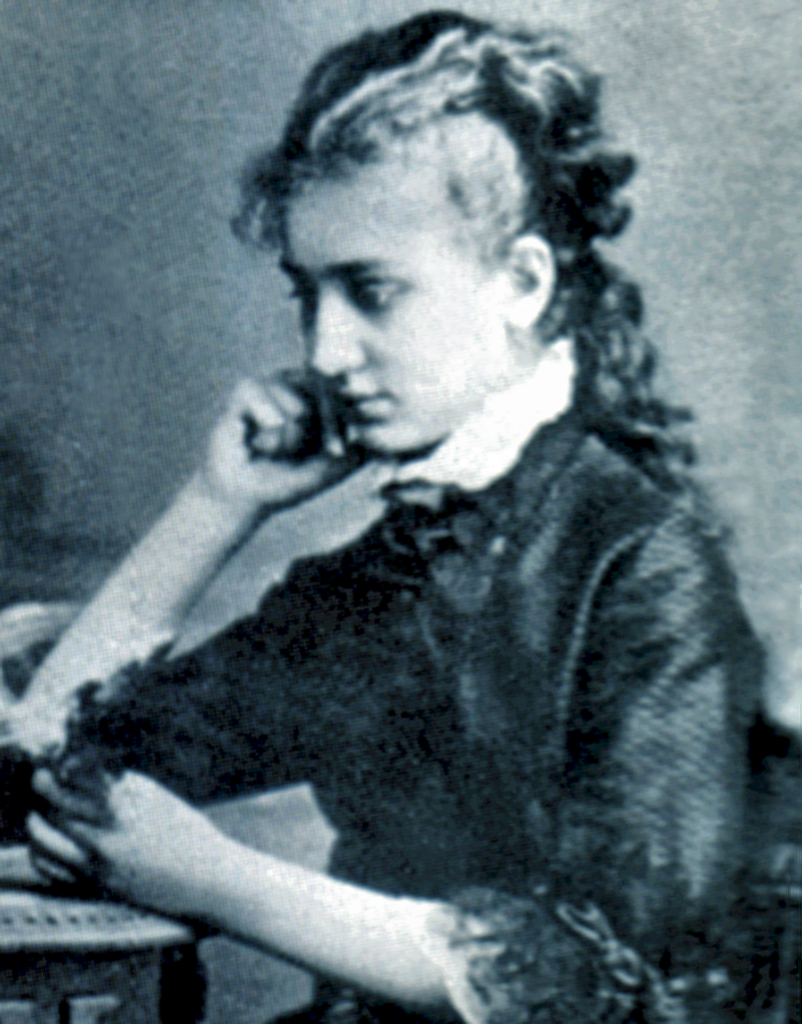
Maria Ciuntu
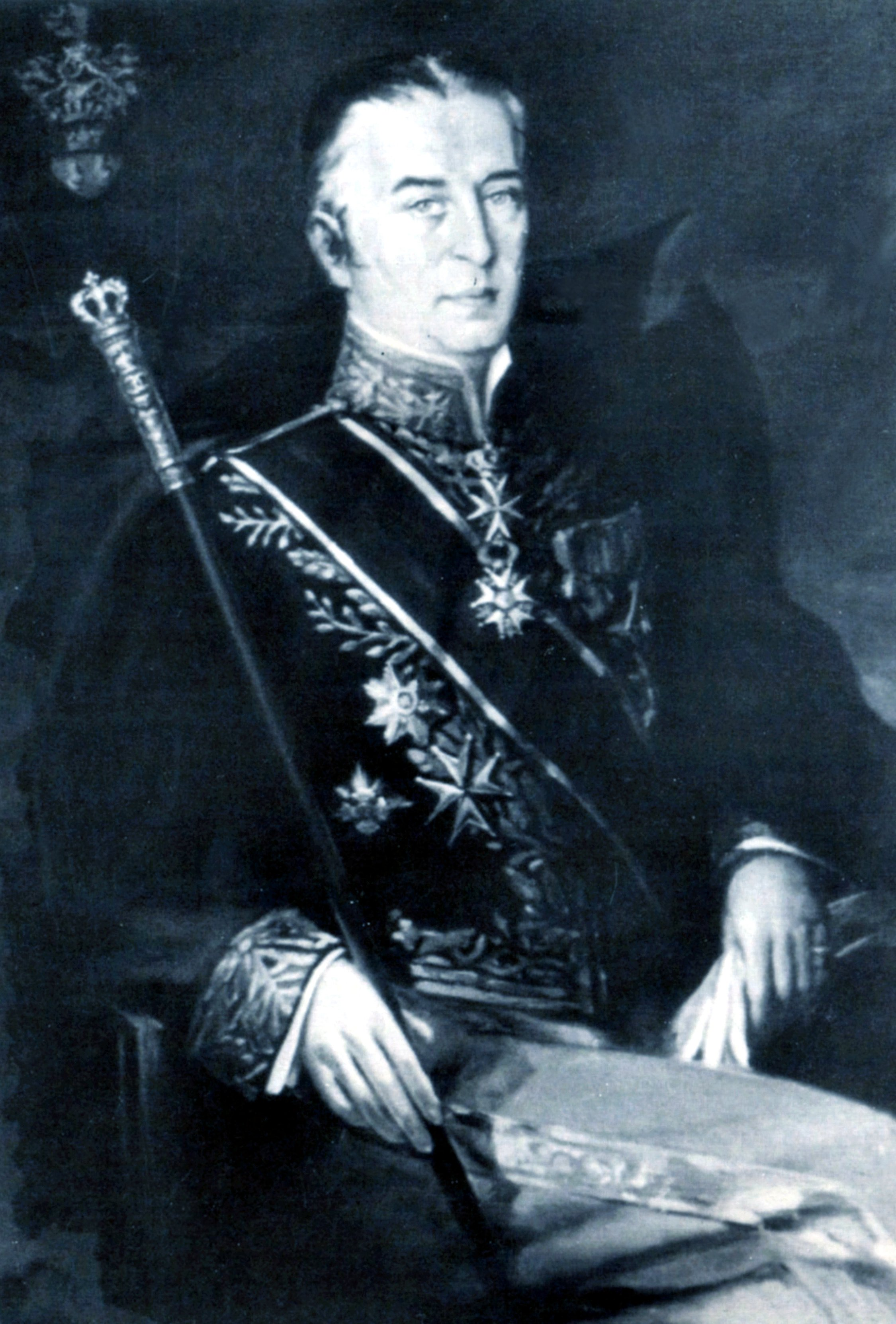
Constantin cavaler de Flondor
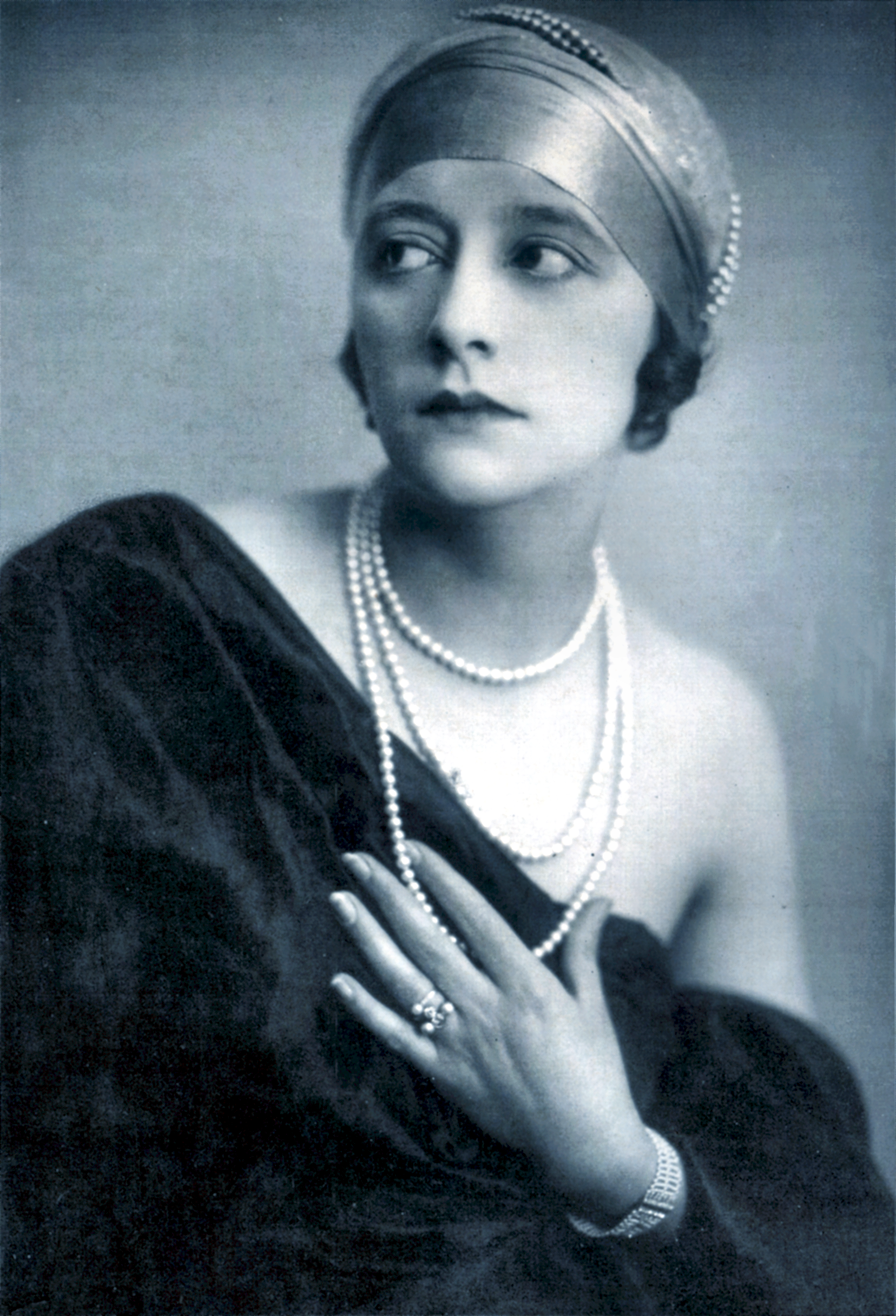
Nectara Isabella de Flondor
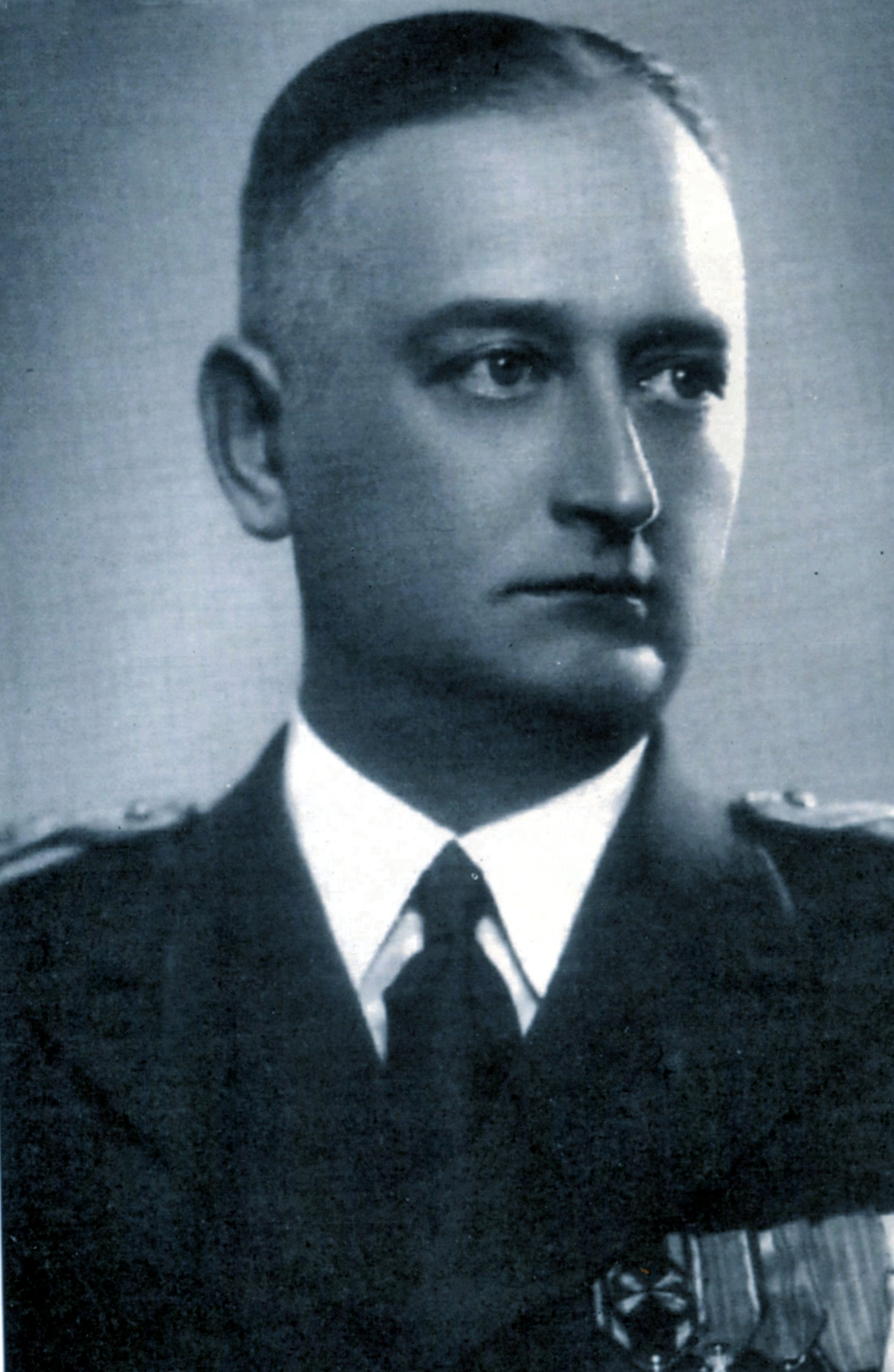
Gheorghe cavaler de Flondor
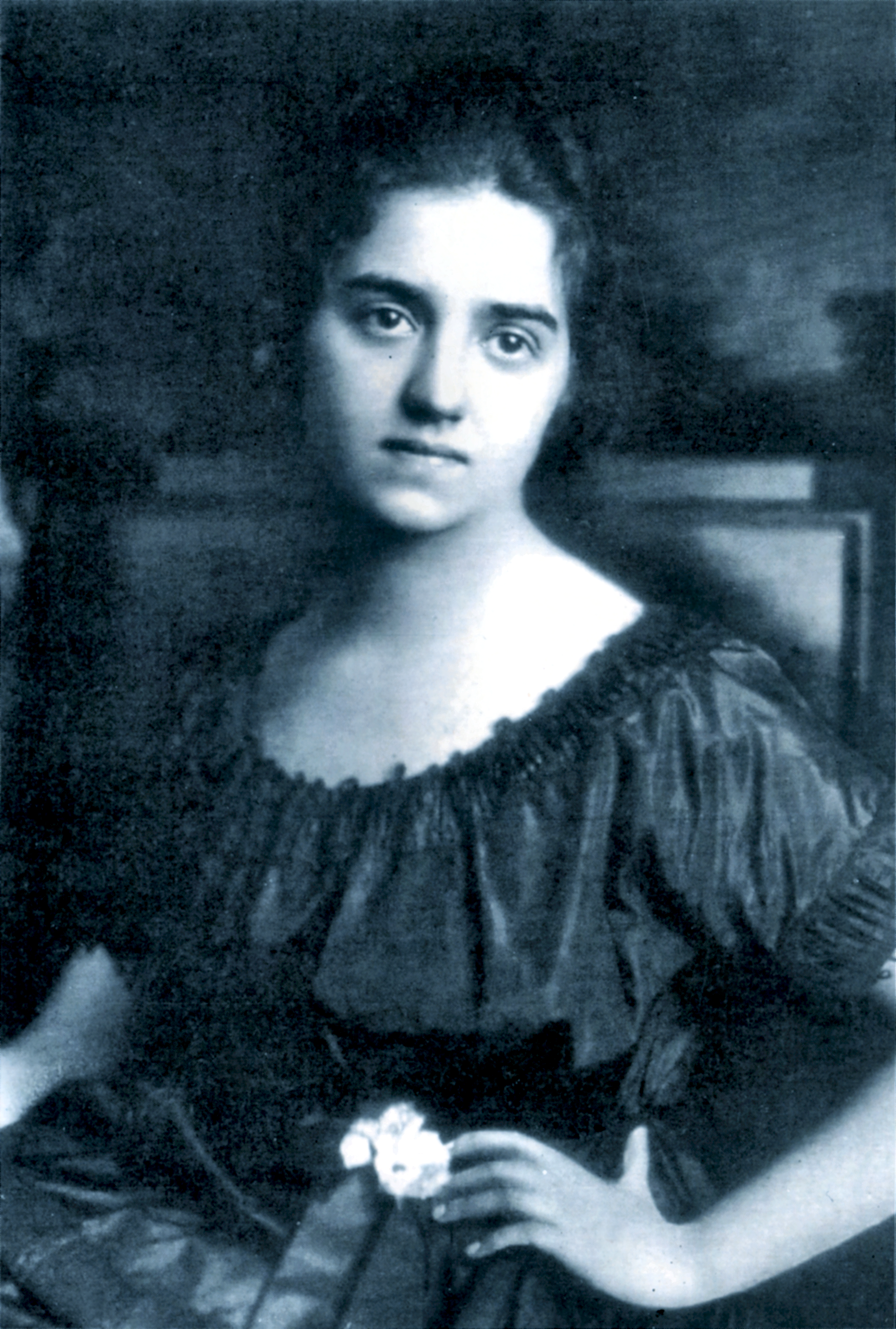
Florica de Flondor-Racovitză

## Opere
Aici o selecție a compozițiilor lui:
- Arvinte și Pepelea
- Cântecul marinarilor
- Cântecul vânătoresc
- Cântul haiducesc (serenadă)
- Cântec ostașilor
- Cinel, cinel, 1884

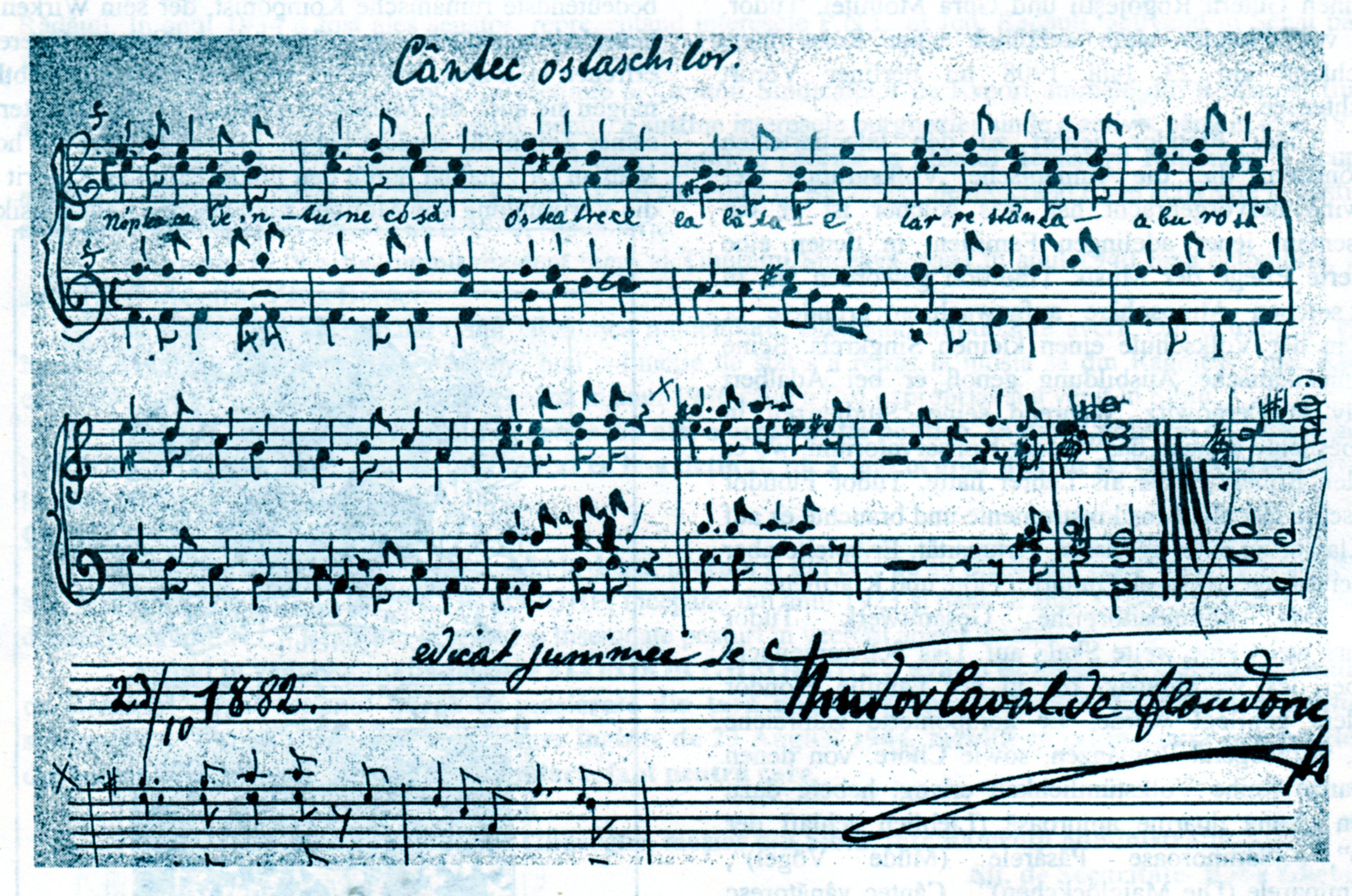
Cântec ostașilor, original de Tudor cavaler de Flondor

- Coruri armonizate pentru voci bărbătești (30 cântece de crăciun)
- Des oiseaux ensommeillée
- Din depărtare (Vals), 1890
- Doi țărani și cinci cârlani
- Drum de fier, 1884
- Florile Bucovinei, 1891
- Florin și Florica, 1884
- La o viorică (La violette), 1891
- Lăcrămiore (Text de Vasile Alecsandri)
- Lița pescărița (operetă), 1883
- Luna doarme amoroasă (serenadă)
- Mândruliță de de-mult
- Milo director
- Moș Ciocârlan (operetă), 1889
- Noapte bună
- Noaptea Sfântului Gheorghe, 1885
- Nunta țărănească, libret de Vasile Alecsandri (operetă), 1883
- Rămășagul (operetă), 1883
- Rusaliile (operetă), 1884
- Salutes de montagnes (Vals), 1886
- Somnoroase păsărele (serenadă), 1884[22]
- Tempi passati, 1908
- Traiu vânătoresc (serenadă)
- Visurile (Vals)

### Proză
- Reuniunea Română de Muzică din Sibiu; Sibiu, Tiparul tip. arhidiecezane, 1900, 16 p.